# 艾迪生 (密歇根州)
艾迪生（英語：Addison）是位於美國密歇根州萊納維縣羅林鎮區及伍德斯托克鎮區的一個村。

## 人口
根據2020年美國人口普查的數據，艾迪生的面積為2.59平方千米，當中陸地面積為2.47平方千米，而水域面積為0.11平方千米。當地共有人口573人，而人口密度為每平方千米221人。